# Quercus virginiana
Quercus virginiana, encino siempreverde o encina del sur, es un árbol perennifolio nativo del sur de Estados Unidos de América y norte de México.

## Descripción
Quercus virginiana alcanza una altura promedio de entre 15 y 20 metros con ejemplares llegando a alcanzar los 25 metros. El tronco adulto puede medir entre 1.2 a 2 metros de diámetro cerca de la base, con corteza rugosa y agrietada y frecuentemente presentando raíces en forma de contrafuertes.

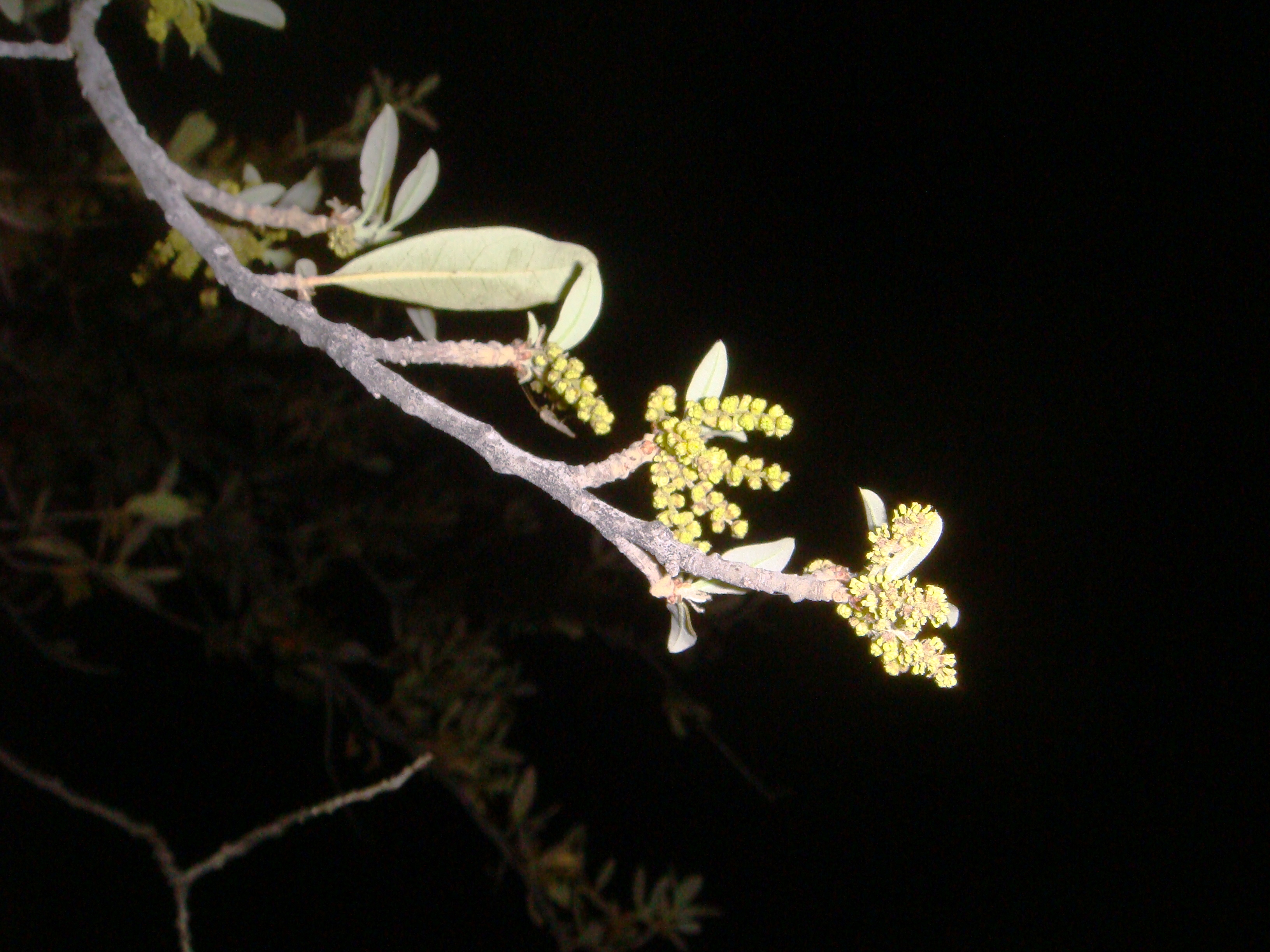
Rama con hojas y flores de Quercus virginiana

Los brotes jóvenes presentan un ligero pelaje blancuzco. Las ramas adultas tienden a extenderse de forma horizontal.  El follaje es denso, formando una copa redondeada y ancha. Las hojas son gruesas, alongadas con ápice redondeado y base atenuada, con pecíolos de unos 5 mm de longitud; tienen los márgenes enteros o ligeramente aserrados, de color verde obscuro brillante por el haz y con pilosidad blanca en el envés. Aunque perennifolio, el árbol tira sus hojas al brotar nuevas; también tira sus hojas en caso de sequía o helada extremas.
Florece en primavera, cuando crecen las nuevas hojas del árbol. Las flores son pequeñas, de color verde amarillento. Las flores masculinas aparecen en amentos colgantes de 7 a 10 cm. Las femeninas solitarias o en grupos de 2 o 3 unidades. El polen se dispersa por los vientos, generalmente a principios de primavera.

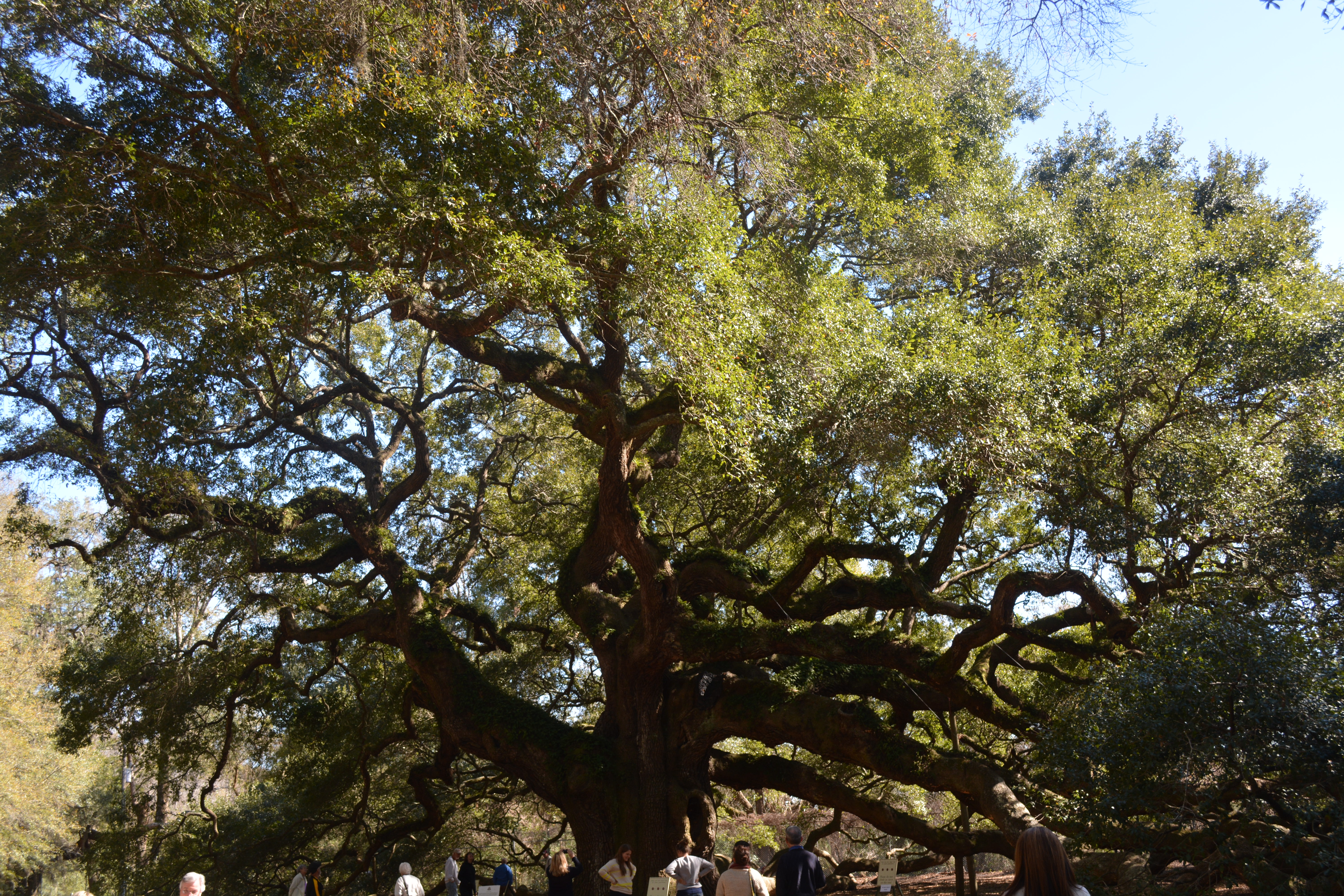
Roble «Angel», así llamado por el apellido de los antiguos propietarios del terreno, con unos 700 años estimados es el ejemplar más longevo conocido de su especie.

Produce anualmente fruto en forma de bellotas, que surgen en mayor cantidad en septiembre, cayendo al suelo en diciembre, posteriormente son dispersadas por animales. Son ovaladas con hasta 2,5 cm de longitud, la parte inferior cubierta por una cúpula con escamas pelosas en su parte superior;  están dispuestas sobre pedúnculos en grupos de 3 a 5.
Crece en suelos ya sean ácidos, neutros o alcalinos, planos y con pendientes pronunciadas, es tolerante a la sal por lo que puede prosperar en climas forestales costeros pero no tolera estar expuesta directamente a  vientos marítimos. Es el único Quercus que, descendiendo desde los Estados Unidos, alcanza a entrar en territorio norte de Tamaulipas. Su madera tiene poca aplicación comercial, aunque se utilizaba en la construcción naval.
Este árbol hibrida con facilidad con Q. fusiformis y Q. germinata, lo cual lleva a algunos autores a renombrar estas tres especies como variedades de una sola especie. Q. virginiana hibrida asimismo con otros parientes próximos americanos como Q. minima, Q. bicolor, Q. durandi, Q. lyrata, Q. macrocarpa y Q. stellata.
Quercus Virginiana es considerado un árbol simbólico del sur de los Estados Unidos. En el estado de Carolina del Sur un ejemplar llamado el roble «Angel» tiene una edad calculada en 1500 años, haciéndolo uno de los árboles más longevos del mundo.

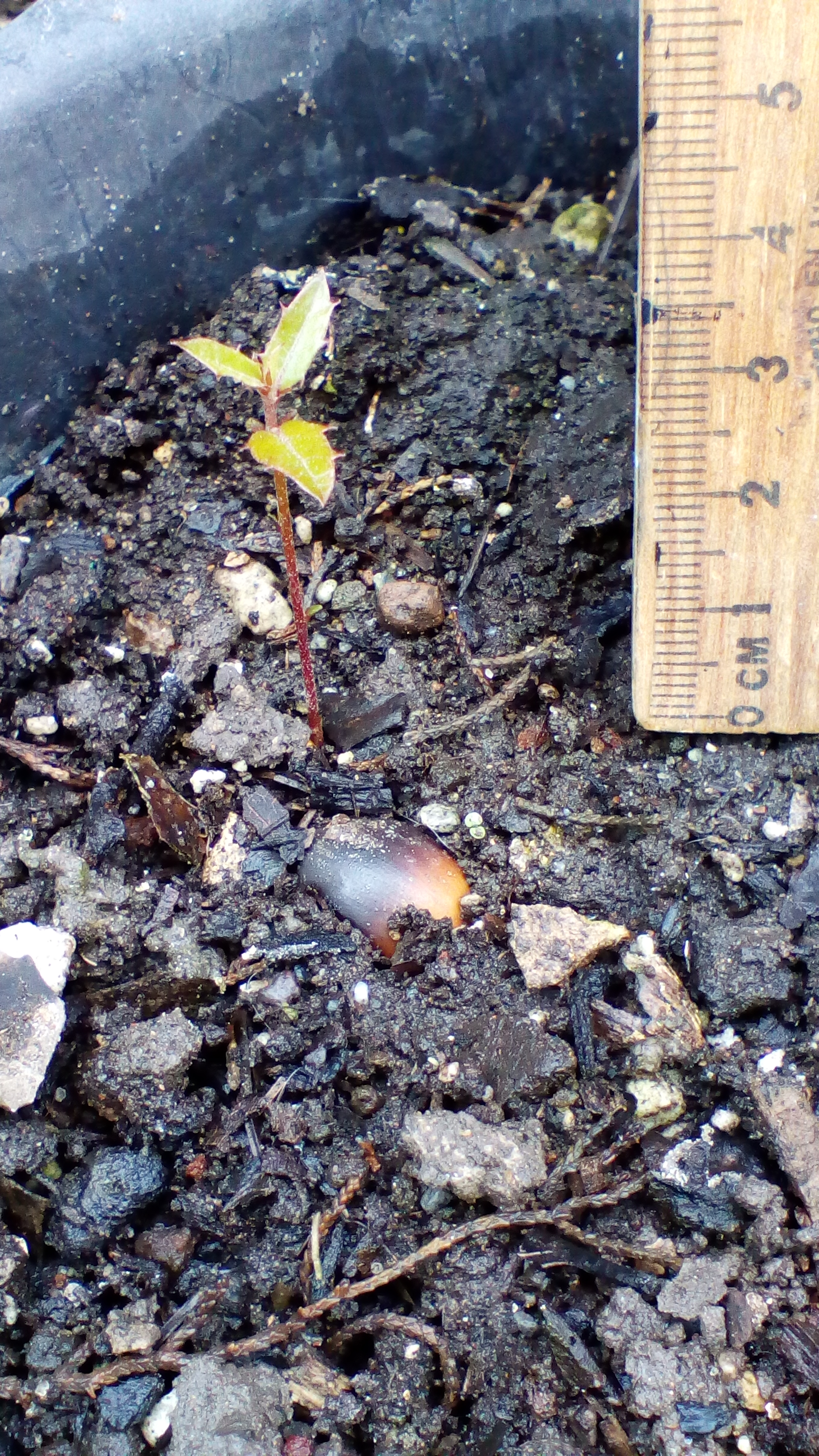
Ejemplar recién germinado

## Taxonomía
Quercus virginiana fue descrita por  Philip Miller    y publicado en The Gardeners Dictionary: . . . eighth edition no. 16. 1768.
Etimología
Quercus: nombre genérico del latín que designaba igualmente al roble y a la encina.
virginiana: epíteto geográfico que alude a su localización en Virginia.
Sinonimia
- Quercus virginiana var. typica A.Camus (1939), nom. inval.
- Quercus phellos var. obtusifolia Lam. (1785).
- Quercus phellos var. sempervirens Marshall (1785).
- Quercus sempervirens Walter (1788), nom. illeg.
- Quercus virens Aiton (1789).
- Dryopsila virens (Aiton) Raf. (1838).
- Quercus hemisphaerica Endl. (1848), nom. illeg.
- Quercus andromeda Riddell (1853).
- Quercus virginiana var. eximea Sarg. (1918).
- Quercus virginiana var. virescens Sarg. (1918).
- Quercus virginiana var. sagraeana (Nutt.) Trel. (1924).[7]